# Euphonia jamaica
L'eufonia giamaicana (Euphonia jamaica (Linnaeus, 1766)) è un uccello passeriforme della famiglia dei Fringillidi.

## Etimologia
Il nome scientifico della specie, jamaica (del quale il nome comune altro non è che una traduzione), è un chiaro riferimento al suo areale.

## Descrizione

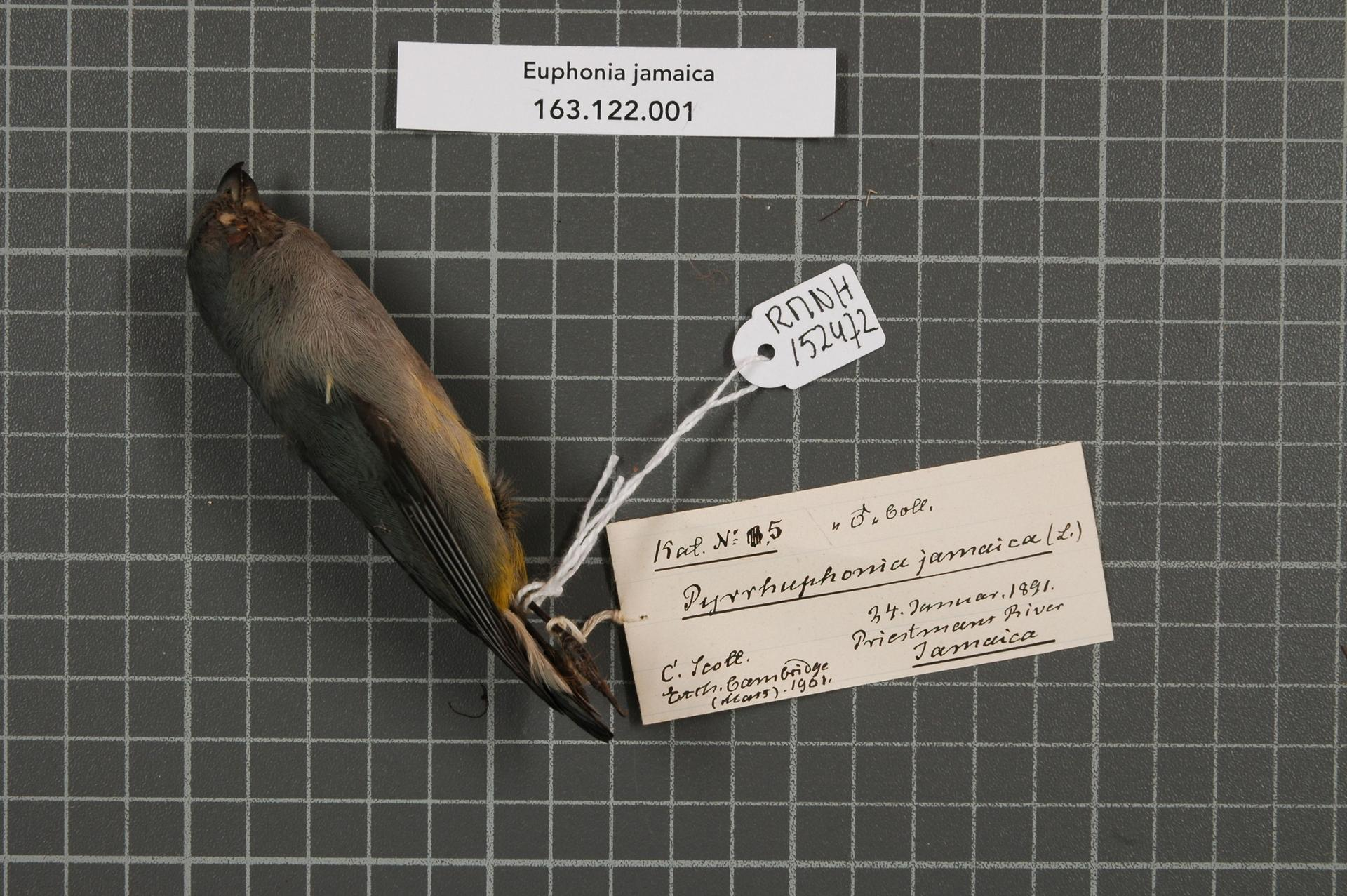
Maschio impagliato.

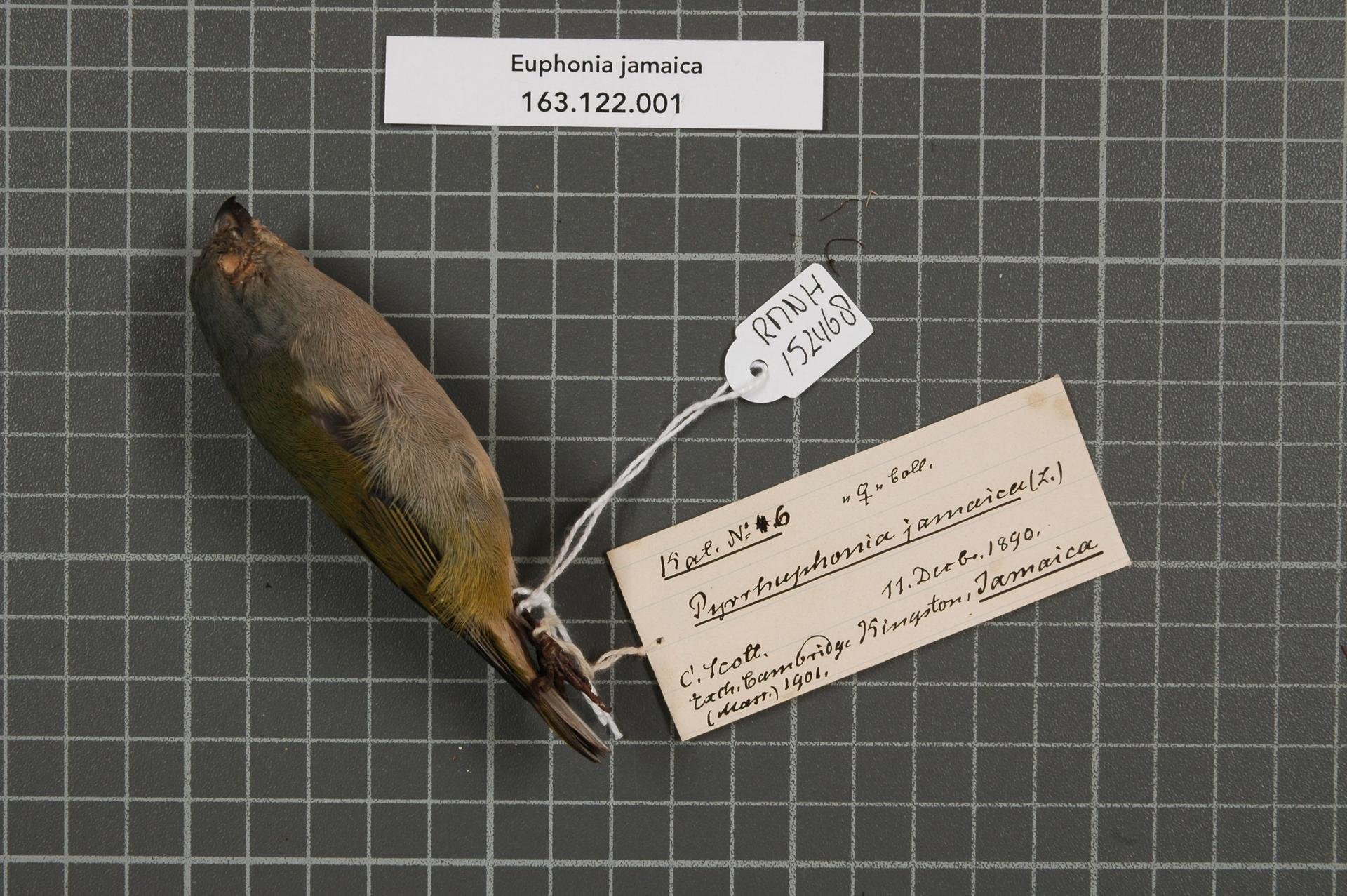
Femmina impagliata.

### Dimensioni
Misura 11 cm di lunghezza, per 17 g di peso.

### Aspetto
Si tratta di un uccelletto dall'aspetto robusto, munito di testa arrotondata, corto becco dalla punta lievemente uncinata, ali appuntite e corta coda squadrata.
Il piumaggio si presenta di colore grigio uniforme su tutto il corpo, con tendenza a scurirsi dorsalmente (dove tende al bluastro, con remiganti e coda nerastre) e schiarirsi ventralmente assumendo sfumature beige, fino al sottocoda che è biancastro, mentre la parte centrale del ventre e l'area della cloaca sono di colore giallo: fra i lati del becco e l'occhio è presente una mascherina nera.

Il dimorfismo sessuale è ben evidente, con la femmina dalla colorazione più smorta rispetto ai maschi, mancante delle sfumature bluastre dorsali (sostituite da decise sfumature di color verde oliva, particolarmente evidenti sulle scapole) e con estensione inferiore del giallo ventrale. In ambedue i sessi becco e zampe sono di colore nerastro, mentre gli occhi sono di colore bruno scuro.

## Biologia

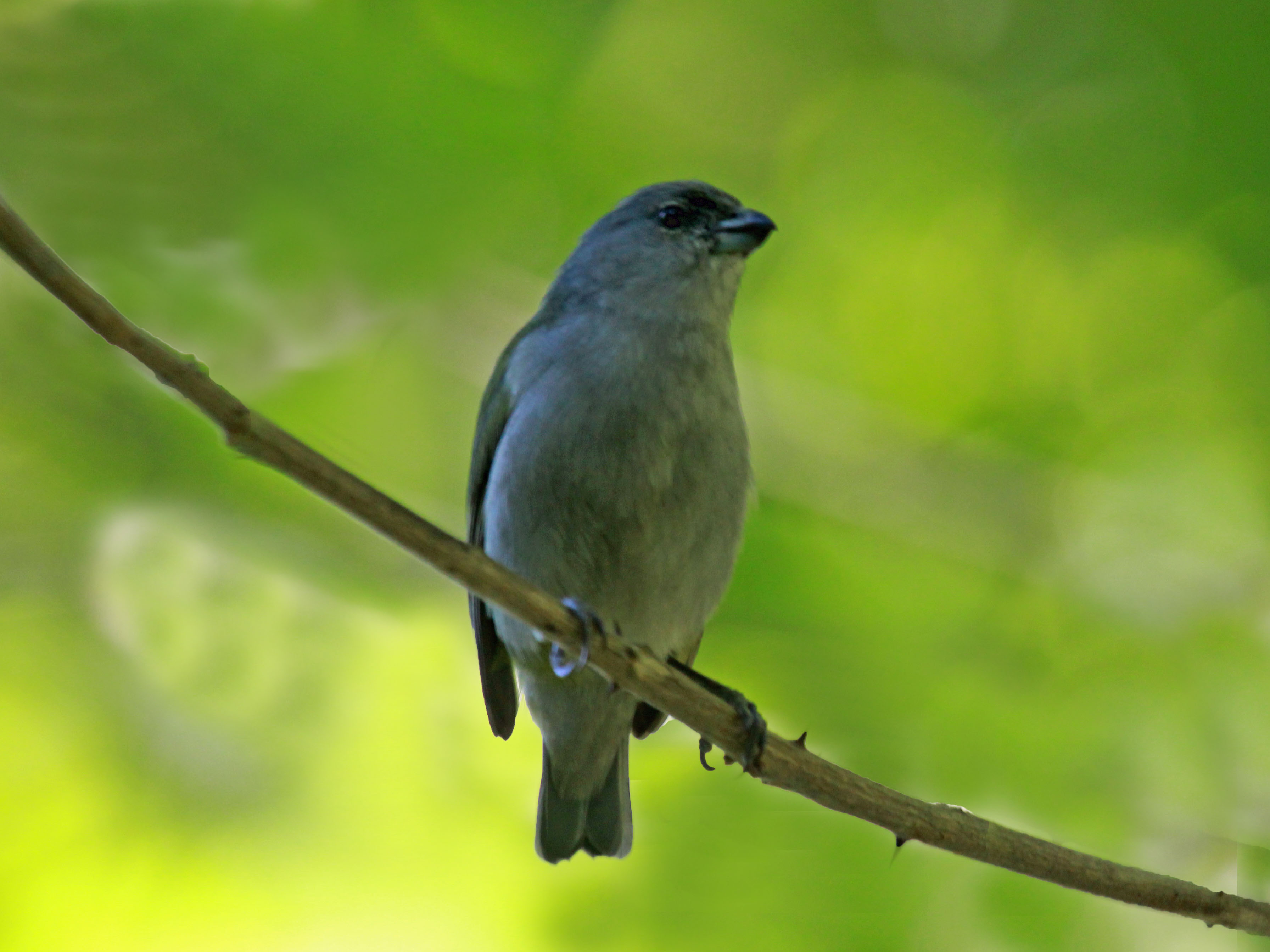
Femmina sulle Blue Mountains.

Si tratta di uccelli dalle abitudini di vita essenzialmente diurne, i quali vivono da soli o in coppie, passando la maggior parte della giornata alla ricerca di cibo fra il folto delle chiome degli alberi.

### Alimentazione
Le eufonie giamaicane sono uccelli frugivori la cui dieta è composta in massima parte da bacche di Loranthaceae, ma anche da bacche e frutti di altre specie e, sebbene in misura trascurabile, anche da insetti ed altri piccoli invertebrati.

### Riproduzione
Si tratta di uccelli monogami, il cui periodo riproduttivo va da febbraio a maggio.
I due sessi collaborano nella costruzione del nido ovoidale, il quale viene costruito intrecciando rametti, licheni e fibre vegetali per ottenere la parte esterna, mentre l'interno è foderato di piumino ed altro materiale morbido. Al suo interno la femmina depone 2-3 uova, che provvede a covare da sola, mentre il maschio staziona nei pressi del nido e si occupa di reperire il cibo per sé e per la propria compagna.

I pulli, ciechi ed implumi alla schiusa, vengono imbeccati da ambedue i genitori, diventando in grado d'involarsi attorno alle tre settimane di vita e tecnicamente indipendenti a circa un mese dalla nascita.

## Distribuzione e habitat
Come intuibile sia dal nome comune che dal nome scientifico, l'eufonia giamaicana è endemica della Giamaica, isola dove è presente in ogni ambiente che ad essa si confà.
L'habitat di questo uccello è rappresentato dalle aree di foresta o boschive, anche secondarie e meglio se con presenza di aree aperte e radure: la si trova anche nelle aree cespugliose con presenza di alberi sparsi, nonché nelle aree antropizzate, come piantagioni, parchi e giardini alberati.